# Trading company
Trading companies são empresas comerciais que atuam como intermediárias entre empresas fabricantes e empresas compradoras, em operações de exportação ou de importação.
No Brasil, as vendas para o exterior por intermédio das trading companies são classificadas como exportações indiretas e são equiparada às exportações diretas no aspecto fiscal, ou seja, não são tributadas para fins de ICMS, Pis, Cofins e IPI. Elas apresentam vantagens, principalmente, para o pequeno e médio produtor que não dispõe de estrutura própria dedicada a operações de comércio exterior.
A constituição da empresa comercial exportadora comum é regida pela mesma legislação utilizada para a abertura de qualquer empresa comercial ou industrial assumindo qualquer forma societária. A empresa comercial exportadora, que deseja ser considerada uma trading company, nos termos do Decreto-Lei 1.248/72, deverá observar os requisitos da Portaria SECEX nº 23, de 14/07/11, artigos 247 a 253, para a obtenção do Certificado de Registro Especial. 